# نيكو دي فيرا
نيكو دي فيرا (بالإنجليزية: Niko De Vera)‏ (مواليد 23 يوليو 1996 -) هو لاعب كرة قدم محترف فلبيني يلعب كظهير أيسر لنادي بورتلاند تمبرز.

## مسيرته المهنية

### الكلية والشباب
بدأ دي فيرا مسيرته المهنية في أكاديمية الشباب في بورتلاند تمبرز في عام 2013. ظهر لأول مرة في عام 2013 لاحتياطي تيمبرز في سن 15. كما لعب أربع سنوات في جامعة أكرون بين 2014 و 2017 ، حيث ظهر في 60 مباراة وسجل هدفًا واحدًا وسجل سبع تمريرات حاسمة. 
أثناء وجوده في الكلية، ظهر فيرا أيضًا في بورتلاند تمبرز في الدوري الإنجليزي الممتاز . 

### نيويورك ريد بولز
في 19 يناير 2018 ، تمت صياغة فيرا في الجولة الثانية (31 بشكل عام) من قبل نيويورك ريد بولز .  في 15 مارس 2018، وقع دي فيرا مع نيويورك ريد بولز. بدأ ظهوره الاحترافي لأول مرة في 17 مارس 2018 لفريق نيويورك ريد بولز، بدءًا من فوز 2-1 على تورونتو إف سي 2.

### بورتلاند تمبرز 2
انضم دي فيرا إلى فريق بورتلاند تمبرز 2 في بطولة الدوري الأمريكي لكرة القدم الرجالية في 30 يناير 2019.

## الإحصائيات المهنية
| النادي                  | الموسم          | الدوري  | الدوري  | كأس MLS | كأس MLS | كأس أمريكا المفتوحة | كأس أمريكا المفتوحة | CONCACAF | CONCACAF | مجموع   | مجموع   |
| النادي                  | الموسم          | تطبيقات | الأهداف | تطبيقات | الأهداف | تطبيقات             | الأهداف             | تطبيقات  | الأهداف  | تطبيقات | الأهداف |
| ----------------------- | --------------- | ------- | ------- | ------- | ------- | ------------------- | ------------------- | -------- | -------- | ------- | ------- |
| نيويورك ريد بولز الثاني | 2018            | 27      | 0       | 0       | 0       | 0                   | 0                   | 0        | 0        | 27      | 0       |
| المجموع الوظيفي         | المجموع الوظيفي | 27      | 0       | 0       | 0       | 0                   | 0                   | 0        | 0        | 27      | 0       |

## روابط خارجية
- نيكو دي فيرا على موقع الدوري الأمريكي (الإنجليزية)
- نيكو دي فيرا على موقع قاعدة بيانات كرة القدم.إي يو (الإنجليزية)
- نيكو دي فيرا على موقع Soccerway.com (الإنجليزية)

- نيكو دي فيرا  على سكروي